# Оира (Вербано-Кузио-Осола)
Оира је насеље у Италији у округу Вербано-Кузио-Осола, региону Пијемонт.
Према процени из 2011. у насељу је живело 196 становника. Насеље се налази на надморској висини од 359 м.